# لوس أنجيليس رامز
سانت لويس رامس هو نادي كرة قدم تأسس في 1936م. تعود ملكية النادي لإينوس ستان كرونكي.
لوس أنجلوس رامس فريق لكرة القدم الأميركية المهنية مقرها في سانت لويس بولاية ميزوري. أكبر المنافسة في الدوري الوطني لكرة القدم (NFL) كناد عضوٍ في المؤتمر الوطني لكرة القدم قسم (NFC) الغربية. وقد فاز في الانتخاب الأكباش ثلاث بطولات اتحاد كرة القدم الأميركية وهي امتيازه الوحيد إذ حقق الفوز في ثلاث بطولات مدن مختلفة.
بدأ الانتخاب كما كليفلاند الأكباش في عام 1936م في كليفلاند بولاية أوهايو. وتعود ملكية النادي من قبل هوميروس Marshman واردة لاعبين مثل ويليام «براعم» كوبر، هاري «الحصان» ماتوس، ستان Pincura، ومايك سيباستيان. انضم ديمون «الطنين» يتزيل منصب المدير العام.
بعد فوزه في 1945م  بطولة لعبة NFL، انتقل امتياز إلى لوس أنجلوس، كاليفورنيا، في عام 1946 لتصبح لوس أنجلوس الأكباش، مما يجعل الطريق لبول براون كليفلاند براونز المؤتمر كرة القدم عموم أمريكا ويصبح بطل اتحاد كرة القدم الأميركي الوحيد الذي يلعب الموسم التالي في مدينة أخرى. النادي عبت مبارياتها على أرضها في لوس انجلوس مدرج تذكارية من عام 1946 حتى عام 1979م. وبعد عام 1979 NFL الموسم الأكباش نقلهم إلى ضاحية لوس أنجلوس في أنهايم، حيث انتقلوا إلى ملعب أعيد بناؤه أنهايم.
بعد انتصاره بموسم 1994م، غادر الأكباش كاليفورنيا، وانتقل شرقا إلى سانت لويس بولاية ميسوري. إن المدينة لم تشهد فريق NFL منذ غادر سانت لويس الكرادلة لفينيكس بعد موسم 1987م. دعا الأكباش سانت لويس المنزل حتى نهاية 2015 NFL الموسم، ثم قدم إشعار مع اتحاد كرة القدم الأميركي عن نيتهم مواصلة التحرك إلى لوس أنجلوس. في اجتماع أصحاب يناير 2016م، تمت الموافقة على هذه الخطوة بفارق 30-2 وأعلن الأكباش عزمهم على العودة إلى المدينة لموسم NFL لعام 2016.

## تاريخ

### كليفلاند الأكباش (1936-1945)
تم تأسيس كليفلاند الأكباش في عام 1936 من قبل المحامي هوميروس Marshman واللاعب والمدير الفني دامون يتزيل، والنجم السابق لولاية أوهايو الذي لعب أيضا لفترة وجيزة للدب وبيتسبرغ شيكاغو قراصنة (الآن بيتسبرغ ستيلرز). اسمهم، الأكباش، ويأتي من كنية جامعة فوردهام. وقد تم اختيار «رامس» لتكريم العمل الشاق من لاعبي كرة القدم التي خرجت من تلك الجامعة. كانوا جزءا من دوري كرة القدم الأمريكية التي شكلت حديثا وأنهى الموسم العادي 1936 في المركز الثاني مع سجل 5-2-2، زائدة فقط سجل 3/8 بطل الدوري بوسطن نباتات النفل.
انضم الأكباش للرابطة الوطنية لكرة القدم يوم 13 فبراير 1937، وخصصت للقسم الغربي لتحل محل سانت لويس ارسنال، الذي كان قد ترك الجامعة بعد أن قضى فترة ثلاث مباريات في موسم 1934. منذ البداية، كانت فريقا تميزت التحركات المتكررة، ولعب في ثلاثة ملاعب على مدى عدة فصول خاسرة. بيد أن الفريق يضم لاعب في الموسم 1939، وسجل هاميلتون لاعب خط الوسط باركر قاعة.
في يونيو 1941، تم شراء الأكباش التي كتبها دان ريفز وفريد ليفي، الابن ريفز، وريث الأعمال بقالة سلسلة عائلته التي تم شراؤها من قبل A & P، وتستخدم بعض ميراثه لشراء حصته في الفريق. تمتلك عائلة ليفي ليفي إخوان سلسلة متاجر في ولاية كنتاكي وجاء أيضا لامتلاك ريفرسايد القناة الدولية. المملوكة ليفي جزء من الأكباش، مع بوب هوب آخر من أصحابها، حتى اشترى ريفز من شركائه في عام 1962.
امتياز وقف العمليات وجلس خارج موسم 1943 بسبب نقص في اللاعبين خلال الحرب العالمية الثانية واستؤنفت اللعب في عام 1944. الفريق حققت أخيرا نجاحا في عام 1945، والتي ثبت أن الموسم الماضي في ولاية أوهايو. الوسط بوب وترفيلد، الصاعد من جامعة كاليفورنيا، مرت، ركض، ومكان بدأ طريقه لجائزة أفضل لاعب في الدوري وساعد الأكباش تحقيق رقم قياسي 9-1 وفوزها بأول بطولة NFL، انتصارا مجال 15-14 المنزل على واشنطن رد سكينز في ديسمبر 16. وقدمت إلى فوز على سلامة: الهنود الحمر ارتدت تمريرة رائعة سامي بوف في الخروج من هدف آخر، ثم إلى الوراء، من خلال منطقة فريقه نهاية الخاصة. موسم المقبل، تم تغيير قواعد NFL لمنع هذا من الناتج مرة أخرى في التهديف. بدلا من ذلك، فإنه يؤدي إلى مجرد تمرير ناقصة.

### لوس انجليس الأكباش (1946-1994)
1946-1948: البدء من جديد في لوس أنجلوس
في 12 يناير 1946، تم رفض ريفز طلب من أصحاب NFL الآخرين على المضي كليفلاند الأكباش إلى لوس انجليس وآنذاك 103,000 مقعدا لوس انجليس مدرج تذكارية. هدد لإنهاء علاقته مع اتحاد كرة القدم الأميركي والخروج من رجال الأعمال لكرة القدم المهنية تماما إلا إذا سمح للنقل إلى لوس انجليس. تم التوصل إلى تسوية، ونتيجة لذلك، سمح ريفز لنقل فريقه إلى لوس أنجلوس. ونتيجة لذلك، أصبح اتحاد كرة القدم الأميركي للمهنية أول صناعة الرياضة والترفيه من الساحل إلى الساحل.
في ذلك الوقت، لم يسمح اتحاد كرة القدم الأميركي للأمريكيين من أصل أفريقي للعب في الدوري. [بحاجة لمصدر] وبعد الأكباش تلقت موافقة على الانتقال إلى لوس انجليس، دخلوا في مفاوضات لاستئجار مدرج لوس أنجلوس التذكاري. بعد أن فرض شرطا مسبقا عليهم للحصول على الإيجار يتمثل في دمج لاعب واحد على الاقل في الفريق من أصل إفريقي، وافق الأكباش على هذا الشرط. وفي وقت لاحق، وقعت كيني واشنطن يوم 21 مارس 1946، وانتهى الفصل العنصري في NFL تماما.
الأكباش كانت أول فريق في اتحاد كرة القدم الأميركي للعب في لوس أنجلوس (1926 لوس انجليس القراصنة كانوا بدقة فريق الطريق)، لكنه لم يكن فريق كرة القدم المحترف الوحيد الذي لعب مباريات على ملعبه في استاد بين عامي 1946 و1949. وكان المؤتمر كرة القدم مغرور جميع أميركا لوس انجليس دونز المنافسة هناك أيضا. ريفز تدخل في مقامرة أن لوس انجليس مستعدة لفريق كرة القدم المهنية الخاصة بها - وفجأة كان هناك اثنان في مدينة الملائكة. وقد ثبت ريفز أن يكون صحيحا عندما لعب الأكباش في أول مباراة قبل بداية الموسم ضد واشنطن الهنود الحمر أمام حشد من 95,000 متفرج. أنهى الفريق أول موسم له في LA مع 6-4-1، سجل المركز الثاني خلف شيكاغو بيرز. في نهاية الموسم كانت قد أطلقت الش كمدرب للفريق. سيكون استاد يكون المنزل من الأكباش لأكثر من 30 عاما (دمج دونز معهم في أواخر 1949)، ولكن كان منشأة بالفعل أكثر من 20 عاما في يوم من انطلاق المباراة الأولى. في عام 1948، رسمت لاعب خط الوسط فريد Gehrke قرون على خوذات الأكباش "، مما يجعلها أول شعار حديث في كرة القدم للمحترفين.

### تشكيل ثلاث النهاية: 1949-1956
قضى إلروي هيرش تسعة مواسم مع لوس انجليس الأكباش 1949-1957.
وكان أول ذروة الأكباش "في جنوب كاليفورنيا 1949-1955، حينما كان يلعب في مرحلة ما قبل عصر سوبر السلطانية NFL بطولة لعبة أربع مرات، وفاز مرة واحدة في عام 1951. وخلال هذه الفترة، كان لديهم أفضل جريمة في اتحاد كرة القدم الأميركي، حتى على الرغم من وجود تغيرالوسط من بوب ووترفيلد المعيار فان Brocklin في عام 1951. وكان اللاعبون هجومي المميزة لهذه الفترة استقبال واسعة إلروي هيرش، فان Brocklin ووترفيلد. تعاونت مع زميل قاعة فمر توم المخاوف، ساعد هيرش خلق نمط من الأكباش كرة القدم باعتبارها واحدة من أول مسرحية استقبال كبيرة. خلال بطولة الموسم 1951، نشرت هيرش لثم مذهلة 1495 يستلم أفنية مع 17 لمس أرض. شعبية هذه الجريمة واسعة مفتوحة مكنت لوس انجليس الأكباش ليصبح أول فريق كرة القدم للمحترفين لجميع المباريات التي لعبها متلفز في عام 1950.
1957-1964: القادمون الجدد إلى لوس انجليس وسجل الحضور
في أواخر 1950s وأوائل 1960s، ذهب لوس انجليس الأكباش من كونه الوحيد من امتياز الرياضية المحترفة في جنوب كاليفورنيا ولوس انجليس لكونها واحدة من خمس. انتقل إلى لوس انجليس المتهربين من بروكلين في عام 1958، وقد تم تأسيسها في لوس انجليس شواحن للAFL مغرور في عام 1960، انتقل لوس انجليس ليكرز من مينيابوليس في عام 1960، ومنحت صحيفة لوس انجليس الملائكة لجين أوتري في عام 1961. وعلى الرغم من هذا واصل الأكباش تقدمهم في جنوب كاليفورنيا. في العامين الأولين بعد تحرك المراوغات إلى كاليفورنيا، وجه الأكباش ما معدله 83681 في 1958 و74069 في عام 1959. والمطارق كانت شعبية جدا في لوس انجليس ان شواحن مغرور اختاروا الانتقال إلى سان دييغو بدلا من محاولة للتنافس مع الأكباش بشعبية هائلة. وضعت صحيفة لوس انجليس تايمز محنة شواحن على هذا النحو: «هيلتون [مالك شواحن في الوقت] سرعان ما أدرك أن أخذ على الأكباش في LA كان مثل ضرب رأسه بالحائط.»
خلال هذا الوقت، كانت المطارق لم تكن ناجحة في أرض الملعب كما كانت عليه خلال العقد الأول. وسجل للفريق مجتمعة 1957-1964 24-35-1 (0.407)، ولكن استمرار الأكباش لملء الكهفي لوس انجليس التذكارية المدرج على أساس منتظم. في حين تراوح متوسط الحضور للجامعة الوطنية لكرة القدم من 30،000s انخفاض في 40،000s منخفضة خلال هذا الوقت، الأكباش والرسم في أي مكان من 10,000 إلى 40,000 المشجعين أكثر من المعدل الدوري. في عام 1957، تعيين الأكباش في كل مرة وNFL سجل الحضور التي وقفت حتى عام 2006 وكسرت حاجز 100,000 مرتين خلال حملة 1958.

### 1965-1969: والمخيف رباعية
وقد تم تحديد 1960s من قبل الأكباش دفاع كبير من روزي جرير، ميرلين أولسن، الشماس جونز، وامار لاندي، ويطلق عليها اسم «الرباعية المخيفة». وكانت هذه المجموعة من اللاعبين الذين استعادة بريق وعلى مجال الامتياز في عام 1967 عندما وصلت إلى الأكباش (لكنه خسر) بطولة مؤتمر تحت قيادة المدرب الأسطوري جورج آلن. أن منتخب 1967 أن يصبح أول فريق NFL يتجاوز المليون متفرج في موسم واحد، وهو إنجازتمكن الأكباش أن يكرره في العام التالي. في كل من هذين العامين، وجه الأكباش LA تقريبا ضعف العدد من الجماهير التي يمكن استيعابها من قبل استاده الحالي لموسم كامل.
قاد جورج ألن الأكباش 1966-1970، وقدم العديد من الابتكارات، بما في ذلك توظيف الشباب ديك فيرميل باعتبارها واحدة من الفرق الأولى المدربين خاص. على الرغم من أن ألين التمتع خمسة مواسم متتالية والفوز الفائزة بلقبين الشعب في وقته مع رامس انه لم يفز بأي مباراة فاصلة لعبة مع الفريق، حيث خسر في عام 1967 إلى غرين باي 28-7 و23-20 في عام 1969 إلى ولاية مينيسوتا. سوف ألن ترك بعد موسم 1970 لقبول المهمة يدرب لواشنطن الهنود الحمر.
1970-1972===: التغييرات===
الوسط الروماني غابرييل لعب إحدى عشرة مواسم للالأكباش التي يرجع تاريخها 1962-72. من 1967-1971، بقيادة جبريل الأكباش إما إلى النهاية الأولى أو الثانية مكان في تقسيم كل عام. كان صوت لاعب في اتحاد كرة القدم الأميركي بأكمله في عام 1969، لموسم واحد والذي رمى ل 2,549 ياردة و24 تدس بينما يقود المطارق إلى التصفيات. خلال موسم 1970، جنبا إلى جنب مع غابرييل له المتلقي الرئيسي جاك الثلج لمدة 51 حفلات الاستقبال التي يبلغ مجموعها 859 ياردة. هذا من شأنه أن يثبت ليكون أفضل موسم لها ثمانية مواسم كما زملائه.
في عام 1972، اشترت شيكاغو الصناعة روبرت Irsay الأكباش مقابل 19 مليون $ ثم تداول امتياز لكارول روسنبلووم لله بالتيمور المهور والنقد. بقي الأكباش المتنافس الصلب في 1970s، الحائز على سبع بطولات متتالية NFC الغربية بين 1973-1979. على الرغم من أنها كانت بشكل واضح فئة من NFC في 1970s مع دالاس كاوبويز ومينيسوتا الفايكنج، وخسر أربع مباريات بطولة مؤتمر الأولى التي لعبت في هذا العقد، وفقدان مرتين كل إلى ولاية مينيسوتا (1974، 1976) ودالاس (1975، 1978) وفشله في الفوز ببطولة الدوري.

### 1973-1978: بطل NFC الغربية
جاك يونغبلود يعطي له برو قاعة لكرة القدم خطاب تحريض شهرة في عام 2001.
وكان مدرب الأكباش «لهذا المدى تشاك نوكس، الذي قاد الفريق خلال عام 1977. وتشاك الأكباش نوكس-درب ظهرت جريمة اعتقالهم نفذت في التصفيات سنويا من قبل وحدة دفاعية النخبة. وكان لاعب تحديد من 1970s LA الأكباش جاك يونغبلود. ودعا يونغبلود على» الوجهة الدفاعية الكمال«من قبل زميل قاعة فمر ميرلين اولسن. وكانت صلابته الأسطورية، لا سيما اللعب على كسر في ساقه خلال المدى الأكباش» لعام 1980 سوبر السلطانية. وقفت له أخلاقيات ذوي الياقات الزرقاء في المعارضة إلى الاعتقاد بأن الأكباش كان فريق لينة «هوليوود». ومع ذلك، استغرق عدة مطارق لاعبين من هذه الفترة الاستفادة من قربها من هوليوود وعبروا في التمثيل بعد انتهاء ظائف اللعب. وكان أبرز هذه فريد شعر، الذي لعب دور البطولة في المسلسل التلفزيوني هنتر 1984-1991، وكذلك أولسن، الذي تقاعد بعد عام 1976. وخلال أفسسن 1977، الأكباش، وتبحث عن الوسط المخضرم، استحوذت جو Namath من الطائرات. على الرغم من البداية إلى 2-1 الموسم العادي، جعلت الركبتين سيئة Namath وسلم متحرك تقريبا، وبعد ليلة هزيمة الاثنين في شيكاغو، وقال انه لم يلعب مرة أخرى. مع بات هادن في سدة الحكم، فاز الأكباش الانقسام وتقدمت إلى التصفيات، لكنه خسر على ارضه امام مينيسوتا. تشاك نوكس ترك للفواتير في عام 1978، وبعد ذلك أصبح راي MALAVASI المدرب. الذهاب 04/12، وفاز فريق NFC الغربية للعام السادس على التوالي وهزم الفايكنج، وبالتالي الثأر لهزيمته السابقة من البلاي اوف. ومع ذلك، فإن النجاح استعصى عليها مرة أخرى لأنها أغلقت في بطولة NFC من قبل رعاة البقر.

### 1979: أول سوبر السلطانية مظهر
كان أضعف الفائز الشعب الأكباش "(عن الشيخوخة 1979 فريق أن يتحقق إلا رقما قياسيا 9-7) التي من شأنها أن تحقق أعظم نجاح الفريق في تلك الفترة. بقيادة السنة الثالثة الوسط فينس فيراغامو، صدمت الأكباش ويفضل بشكل كبير واثنين من الوقت الدفاع عن NFC بطل دالاس كاوبويز 21-19 في مباراة فاصلة تقسيمية، ثم الانغلاق على مغرور تامبا باي القراصنة 9-0 في بطولة لعبة مؤتمر للفوز وNFC والوصول لأول مرة سوبر السلطانية. جنبا إلى جنب مع فيراغامو، كان أبرز لاعبيه الأكباش اعب خط الوسط ندل تايلر، خطاط الهجومية جاكي سلاتر، وبرو المدافعين السلطانية جاك يونغبلود وجاك "المنشار" رينولدز.
كان الخصم الأكباش "لأول مرة في مباراة السوبر بول حامل اللقب بيتسبرغ ستيلرز. ان المباراة ستكون مباراة الإياب افتراضية للالأكباش كما لعبت في باسادينا في روز بول. على الرغم من أن بعض oddsmakers مجموعة الأكباش باعتبارها المستضعف 10½ نقطة، لعبت الأكباش بيتسبرغ صعبة للغاية، مما يؤدي في نهاية الشوط الأول 13-10، وفي نهاية الربع الثالث 19-17. في النهاية، ومع ذلك، فإن ستيلرز أكد أنفسهم في نهاية المطاف، وسجل اثنين من الهبوط في الربع 4TH واغلاق تماما أسفل جريمة الأكباش للفوز على رابع سوبر السلطانية، 31-19.

### 1980-1982: الانتقال إلى أنهايم
ملعب أنهايم، المنزل من لوس انجليس الأكباش من 1980-1994
قبل اتحاد كرة القدم الأميركي موسم 1979، توفي صاحب كارول روسنبلووم في حادث الغرق، وأرملته، جورجيا Frontiere، ورث 70 في المئة من ملكية الفريق. ثم أطلق Frontiere ربيب ستيف روسنبلووم وتولى السيطرة الكاملة على عمليات الأكباش. كما كان مقررا قبل وفاته روسنبلووم، وانتقل الأكباش من المنزل لفترة طويلة من في المدرج من استاد أنهايم في مقاطعة أورانج المجاورة في عام 1980.
وكان السبب في هذه الخطوة شقين. أولا، منعت حكم التعتيم اتحاد كرة القدم الأميركي الألعاب من الظهور على شاشة التلفزيون المحلي إذا كانت لا تبيع في غضون 72 ساعة من انطلاق المباراة الافتتاحية. كما مدرج لوس أنجلوس التذكاري يجلس 92604 في ذلك الوقت، كان نادرا ما يمكن أن العديد من بيع تذاكر حتى في أفضل سنوات الأكباش "، وهكذا تم التعتيم معظم الألعاب منزل رامس بها. ثانيا، كان هذا التحرك في أعقاب نمط السكان في جنوب كاليفورنيا. خلال 1970s و1980s، تراجع الصناعات التحويلية في شمال شرق الولايات المتحدة جنبا إلى جنب مع رغبة الكثير من الناس على العيش في مناخ أكثر دفئا تسبب في تحول السكان على نطاق واسع إلى دول جنوب وغرب. ونتيجة لذلك، تم بناء العديد من الضواحي الجديدة الغنية في منطقة لوس انجليس. بنيت ملعب أنهايم أصلا في عام 1966 ليكون المنزل من كاليفورنيا الملائكة. لاستيعاب حركة الأكباش، أعيد تنظيم الملعب والمغلقة لاستيعاب سعة 69008 في تكوين كرة القدم. مع الجديد، أصغر وطنهم، وكان الأكباش لا مشكلة بيع من الألعاب.
في عام 1980، نشر فريق سجل 11-5، ولكن فقط تمكن بقعة بطاقة البرية وأرسلت التعبئة بعد خسارة لرعاة البقر. العمر والإصابات اشتعلت أخيرا مع الأكباش في عام 1981، كما فاز ست مباريات فقط وغاب عن التصفيات لأول مرة منذ تسع سنوات. بعد أن تم تقصير موسم 1982 لتسع مباريات من قبل الإضراب، ذهب الأكباش 2-7، وأسوأ سجل في NFC.
في عام 1982، انتقل غزاة اوكلاند إلى لوس انجليس وحملوا الإقامة في لوس انجليس مدرج تذكارية. كان التأثير المشترك لهذه التحركات اثنين لتقسيم القاعدة الجماهيرية التقليدية الأكباش "في اثنين. واقترن هذا مع 1980s في وقت مبكر يجري إعادة بناء سنوات للنادي، في حين أن غزاة كانت الفائزين في السوبر بول الثامن عشر في موسم 1983. وفي الوقت نفسه، فاز لوس انجليس ليكرز بطولة في عامي 1980 و1982 في طريقها إلى الفوز بخمسة ألقاب في ذلك العقد، فاز لوس انجليس دودجرز بطولة العالم في 1981 و1988، وحتى جعل لوس انجليس كينجز على المدى العميق في التصفيات في 1982 ونتيجة لذلك، انخفض الأكباش بشكل حاد في شعبية خلال 1980s.
1983-1991: روبنسون تتولى الأكباش وعصر ديكرسون
وكان اريك ديكرسون، واحدة من أفضل ظهورهم تشغيل في التاريخ، الأكثر شهرة لوقته مع لوس انجليس الأكباش. في عام 1984، هرع ديكرسون عن 2105 ياردة في هذا الموسم، وهو رقم قياسي لا يزال قائما اليوم.
قدم توظيف المدرب جون روبنسون عام 1983 دفعة مطلوبة لكرة القدم للمحترفين في مقاطعة أورانج. بدأ مدرب USC السابق عن طريق قطع قدامى المحاربين الذين تتراوح أعمارهم بين خلفتها فرق 1970s. بدأ برنامجه إعادة بناء لإظهار النتائج عندما ارتد الفريق إلى 9-7 في 1983 وهزم دالاس في التصفيات. ومع ذلك، انتهى الموسم بعد هزيمة على يد قريبا ليكون الهنود الحمر بطلا. رحلة أخرى إلى مباراة فاصلة في عام 1984 شهدت لهم يخسر أمام العمالقة. جعلوا NFC بطولة لعبة في عام 1985 بعد فوزه في تقسيم، حيث سيتم استبعادها من قبل بطل في نهاية المطاف شيكاغو بيرز 24-0.
اللاعب الأبرز للالأكباش خلال تلك الفترة كان يركض إلى الخلف اريك ديكرسون، الذي تمت صياغته في عام 1983 من SMU وفاز المجند الجديد من السنة. في عام 1984، هرع ديكرسون عن 2105 ياردة، مسجلا رقما قياسيا NFL الجديد. سوف ديكرسون إنهاء حياته خمس سنوات ناجحة بشكل كبير لالأكباش في عام 1987 من قبل يكون يتاجر إلى إنديانابوليس مسدسات لعدد من اللاعبين ومسودة معاول بعد نزاع مرير العقد، بعد وقت قصير من إضراب اللاعبين في تلك السنة المنتهية. كان ديكرسن مهنة الأكباش "يستعجل زعيم حتى عام 2010، مع 7245 ياردة. وعلى الرغم من هذه التجارة، ظلت الأكباش المتنافسين يرجع إلى وصول القيادة الهجومية مبتكرة لإيرني Zampese. جلبت Zampese الطرق توقيت المعقدة التي استخدمها في صنع سان دييغو جريمة دولة من بين الفن. تحت Zampese، ارتفع الأكباش بشكل مطرد من 28 تصنيفا جريمة في عام 1986 إلى 3 في عام 1990. ظهرت في أواخر 1980s المطارق QB الشباب الموهوبين في جيم ايفرت، يستعجل هجوم قوي وأسطول من نظام تسجيل العمال الموهوبين بقيادة هنري Ellard.
بعد موسم 06/10 في عام 1986، تم تمهيد الأكباش من التصفيات واشنطن. بعد أن خسر مباراة واحدة هذا الموسم 1987 إلى إضراب اللاعبين، استخدمت NFL بدائل، ومعظمها أعطيت ألقاب مهينة (في هذه الحالة لوس انجليس شمس). بعد سجل 2-1، وعاد النظامي الأكباش، ولكن الفريق ذهب فقط 6-9 ولم يتأهل لبوستسسن.
تمكنت الأكباش للعودة في عام 1988 مع سجل 10-6، ولكن بعد ذلك هزموا من قبل ولاية مينيسوتا في الجولة بطاقة البرية. فاز لوس انجليس المباريات الخمس الأولى من عام 1989، بما في ذلك الهزيمة المثيرة لل49ers حامل اللقب. ضربوا النسور في لعبة بطاقة البرية، ثم تغلب على العمالقة في الوقت بدل الضائع قبل أن يعاني من 30-3 الجلد على أيدي 49ers في NFC بطولة لعبة.
على الرغم من أنه لم يكن واضحا في ذلك الوقت، كان عام 1989 NFC بطولة لعبة نهاية حقبة. ان الأكباش أبدا يربح فصل آخر في لوس انجليس. أنها انهارت إلى 11/05 في عام 1990، تليها 13/03 موسم عام 1991.

### 1992-1994: إن الخروج من جنوب كاليفورني
الأكباش استضافة الصقور أتلانتا في ملعب أنهايم في عام 1991.
أطلق روبنسون في نهاية موسم 1991. ان عودة تشاك نوكس كمدرب للفريق، بعد فترات نوكس الناجحة كمدرب للجاموس فاتورة وسياتل سي هوكس، لا يعزز حظوظ الأكباش «. تميزت جريمته تشغيل المنحى نهاية فترة Zampese في عام 1993. خطط عبة نوكس» دعا جريمة التي من شأنها أن تكون ثابتة، إذا unspectacular. للأسف لالأكباش، وكانت جريمة نوكس ليس فقط غير سارة من الناحية الجمالية ولكن مملة أيضا، خاصة وفقا للمعايير 1990s. الانتهاء من الأكباش مشاركة في NFC الغربية خلال كل ثلاث سنوات من نوكس 'مرة الثانية، وكانت أبدا منافسا خطيرا خلال هذا الوقت.
كما تزايد الخسائر في واعتبر الفريق كما لعب كرة القدم لا روح فيه، وخفض الأكباش «تضاؤل بالفعل قاعدة جماهيرية أبعد من ذلك. بحلول عام 1994، وكان الدعم للالأكباش ذبلت إلى النقطة التي كانت بالكاد جزءا من المشهد الرياضي لوس انجليس. مع خونة تصبح أقل ومتباعدة، وشهد الأكباش أكثر من المباريات التي لعبها ظلام دامس في جنوب كاليفورنيا. كان واحدا من النقاط المضيئة القليلة خلال هذا الوقت جيروم بيتيس، وكدمات يركض إلى الخلف من نوتردام. بيتيس ازدهرت في جريمة نوكس»، لتشغيل 1429 ياردة كما الصاعد، و1025 في جهد الطالب له.
كما أصبحت شائعة بشكل متزايد مع الامتيازات الرياضية، بدأ الأكباش إلقاء اللوم على الكثير من نكبته على الوضع ملعبه. مع مقاطعة أورانج غارقة في ركود عميق أدى إلى حد كبير من عمليات التسريح قطاع الدفاع، وكانت غير قادرة على تأمين ملعب جديد أو محسن في منطقة لوس انجليس، التي ألقت في نهاية المطاف مستقبلهم في جنوب كاليفورنيا بظلال من الشك على الأكباش.
بحلول عام 1995، كان امتياز الأكباش ذابل إلى مجرد ظل لما كان عليه سابقا. الاتهامات والأعذار ألقيت باستمرار ذهابا وإيابا بين قاعدة الأكباش مروحة، والملكية، والسياسيين المحليين. حملت الكثيرين في قاعدة مروحة ملكية جورجيا Frontiere لمشاكل الانتخاب، في حين نقلت ملكية دعم مروحة التدريجي بتاريخ الملعب وتذوي.
أعطى Frontiere أخيرا وقررت الانتقال الأكباش الامتياز إلى سانت لويس. ومع ذلك، في 15 مارس 1995، رفض أصحاب الدوري الآخرين محاولة Frontiere لنقل امتياز بتصويت 21-3-6. آنذاك المفوض ذكر بول TAGLIABUE بعد رفض هذه الخطوة، «كانت هذه واحدة من أكثر القضايا تعقيدا وكان علينا أن نقترب منذ سنوات. كان لدينا لتحقيق التوازن بين مصلحة المشجعين في لوس انجليس وسان لويس أننا نقدر كثيرا جدا. في رأيي، إلا أنها لا تلبي المبادئ التوجيهية لدينا في مكان لمثل هذه الخطوة». وأضاف المفوض أيضا: «بمجرد أن يتم حرق الجسور والحصول على تحول الناس من على امتياز الرياضية، سنوات الولاء لا يحترم وأنه من الصعب الحصول على إعادته وعلى نفس المنوال، هناك الملايين من المشجعين في هذا المجال. الذين دعموا الأكباش بطريقة غير عادية. المطارق لديهم 50 سنة من التاريخ و5 أو حتى السنوات الأخيرة من الأوقات الصعبة يمكن تصحيحه».
جورجيا، ومع ذلك، رد مع تهديد غير مباشر في الدعوى. أذعنت لمطالب أصحاب النهاية لها، نكون حذرين من تمر، معركة قانونية مطولة طويلة. ذكر TAGLIABUE ببساطة أن «الرغبة في الحصول على السلام وألا تكون في حالة حرب وكانت عاملا كبيرا» في السماح الأكباش الانتقال إلى المضي قدما. في غضون شهر واحد، وكان التصويت قد ذهب 21-6 مقابل 23-6 لصالح. جوناثان كرافت، ابن مالك وطنيات روبرت كرافت، التي وضعت على تصريحات مفوض بالقول أن «حوالي خمسة أو ستة أصحاب لم ترغب في الحصول على مالكي آخر في التقاضي، حتى أنها تحولت أصواتهم». وظلت ستة فقط الامتيازات في المعارضة إلى الأكباش الانتقال من لوس انجليس: بيتسبرغ ستيلرز، نيويورك العمالقة، نيويورك جيتس، بافالو بولاية اريزونا الكرادلة، واشنطن الهنود الحمر. بعد أن كان التصويت قد انتهت، وقال دان روني علنا انه يعارض هذه الخطوة من لوس انجليس الأكباش لأن «أعتقد أننا ينبغي أن تدعم المشجعين الذين ساندونا لسنوات.»

### سانت لويس رامس (1995-2015)
1995-1999: البدء من جديد في سانت لويس
قدرات تشغيل مارشال فولك، جنبا إلى جنب مع كورت وارنر بروس عابرة إلى إسحاق، توري هولت، وغيرها، مزورة أعظم عرض على العشب.
وكانت مواسم 1995 و1996 تحت إشراف المدرب ريتش بروكس. كان على لاعب أغزر من هم أول موسمين في مروحة المفضلة إسحاق بروس. ثم في عام 1997، تم التعاقد ديك فيرميل مدربا الرأس. في عام 1997، تداول الأكباش حتى في مشروع لتحديد المستقبل هجوما جميع برو معالجة أورلاندو بيس. الأكباش كانت معروفة جيدا للجريمة التي تعمل بالطاقة العالية في عام 1999. وبدأ الموسم مع إصابة ترينت الأخضر ساقه في اللعب قبل بداية الموسم، والذي من شأنه أن يترك له عن الملاعب لموسم كامل. وقال فيرميل الجمهور أن الأكباش سوف «التجمع حول كورت وارنر، ولعب كرة قدم جيدة.» وارنر، الذي كان قد لعب QB لبرنستورمرس أيوا لجامعة الساحة لكرة القدم قبل بضع سنوات فقط، مزامن مع مارشال فولك وإسحاق بروس لقيادة الأكباش إلى إحدى الجرائم سوبر السلطانية التاريخية في التاريخ، ونشر 526 نقطة ل الموسم. وكانت هذه هي بداية ما أصبح لاحقا يعرف حول الجامعة كما أعظم عرض على العشب.
1999-2004: أعظم عرض على العشب
في عام 1999، صدم كورت وارنر الدوري عن طريق رمي لمدة 41 لمس أرض. حصلت على هذا المطارق إلى سوبر السلطانية الرابع والثلاثون، حيث تغلب على تينيسي جبابرة، 23-16. كان اسمه نذير لقاح التهاب السحايا. بعد فوز الأكباش، متقاعد ديك فيرميل وتم التعاقد منسق هجومي فيرميل مايك [مرتز] كمدرب للفريق. استطاع أن يأخذ المطارق إلى سوبر السلطانية السادس والثلاثون، وخسارته امام نيو انغلاند الوطنيين. ساعد مايك [مرتز] الأكباش تأسيس هوية تمرير الأولى التي ستحقق رقما قياسيا NFL نقاط مزورة على مدار 3 مواسم (1999-2001). ومع ذلك، في الجولة الأولى في مشروع 2004، اختار الأكباش ولاية أوريغون يركض إلى الخلف ستيفن جاكسون المعول ال24 للمشروع. وكان جاكسون واحدة من 'ظهورهم التشغيل الأكثر نجاحا منذ الأكباش "المطارق وصوله في سانت لويس.
2005-11: مباراة فاصلة الجفاف
لويس رامس القديس على جريمة خلال مباراة الذهاب ضد سان فرانسيسكو 49ers
قضى مارك بولجر عدة مواسم باسم الوسط الأكباش
على الرغم من أن الأكباش كانت واحدة من أكثر الفرق الإنتاجية في NFL التاريخ، وانتقد المدرب مايك [مرتز] من قبل العديد من الإهمال مع إدارة اللعبة. وقال انه في كثير من الأحيان على طرفي نقيض مع العديد من اللاعبين وكذلك رئيس الفريق والمدير العام، جاي زيغمونت. ومع ذلك، فإن معظم لاعبيه احترمته وذهب على الإطلاق قائلة إنها تتمتع له كمدرب. في عام 2005، كان [مرتز] مرض وأدخل المستشفى لعدة مباريات، مما يسمح للمدرب مساعد رئيس جو VITT لتدريب المتبقية من الموسم الحالي، على الرغم من [مرتز] تم تطهيرها في وقت لاحق في هذا الموسم، وسيكون رئيس الفريق جون شو لم تسمح له بالعودة لتدريب المنتخب . بعد أن عزل الأكباش [مرتز]، اتخذ هجوم منسق السابق مينيسوتا سكوت لينهان السيطرة على الفريق 8-8 في عام 2006. وفي عام 2007، أدى لينهان المطارق إلى 3-13.
بعد موسم 2007، توفي جورجيا Frontiere 18 يناير 2008 بعد ملكية وابتداء من 28 سنة في عام 1979. ملكية فريق تمريرها إلى ابنها دايل «تشيب» روسنبلووم وابنتها لوسيا رودريغيز. كان اسمه رقاقة روسنبلووم صاحب الأغلبية الأكباش جديدة. واجهت ينهان بالفعل مع التدقيق من العديد من اللاعبين في غرفة خلع الملابس، بما في ذلك توري هولت وستيفن جاكسون. وينهان ثم أطلقت في 29 سبتمبر 2008، بعد أن بدأ الفريق الموسم 0-4. كان جيم هاسليت، منسقة دفاعية تحت ينهان، المدرب المؤقت لبقية موسم 2008.
ثم استقال جون شو رئيسا، وتمت ترقيته رئيس موظفي بيلي ديفاني إلى المدير العام في 24 ديسمبر 2008، بعد استقالة الرئيس السابق للعمليات لكرة القدم والمدير العام جاي زيغمونت في 22 ديسمبر كانون الأول.
يوم 17 يناير، وكان اسمه ستيف 2009 Spagnuolo مدرب الجديد للامتياز. في منصبه السابق منسقا الدفاعي مع صحيفة نيويورك العمالقة، العقل المدبر Spagnuolo نظام دفاعي التي أغلقت الجرم قوية للمهزوم وغير مقيدة سابقا نيو انغلاند الوطنيين، وخلاف على الاوفر حظا للفوز في مباراة السوبر بول في ذلك العام. في واحدة من أكبر المفاجآت في تاريخ السوبر بول، هزم نيويورك العمالقة 17-14 الوطنيين. على الرغم من نجاحه كمنسق الدفاعي مع عمالقة نيويورك، وكان أول موسم Spagnuolo كرئيس مدرب المطارق مخيبة للآمال بشكل رهيب كما فاز الفريق مرة واحدة فقط في 16 محاولات.
الظهير الوسطى جيمس Laurinaitis
في 31 مايو 2009، ذكرت صحيفة سانت لويس بوست ديسباتش أن أصحاب الأغلبية رقاقة روسنبلووم ولوسيا رودريغيز تقدم رسميا حصة أغلبيتهم من الأكباش للبيع. أنها أبقت على خدمات غولدمان ساكس، وهي شركة الخدمات المصرفية الاستثمارية البارزة، للمساعدة في تسهيل بيع الأكباش من خلال تقييم العطاءات والتماس المشترين المحتملين. وكان سعر بيع غير معروف، ولكن في وقت التقدير مجلة فوربس أحدث سرد قيمة الأكباش "في 929,000,000 $. في اليوم الأخير للقيام بذلك، استدعاء صاحب آنذاك أقلية ستان كرونك حقه في الشفعة لشراء 60٪ من الفريق أنه لم يكن يملك بالفعل. المشتري المقصود الأصلي، شهيد خان، أن يكتسب في وقت لاحق جاغوار جاكسونفيل بعد موسم 2011. وفقا لقواعد NFL، يحظر على أصحاب من امتلاك فرق الرياضات الأخرى في الأسواق حيث هناك بالفعل فريق كرة القدم الأميركي. في وقت الشراء، كرونك (د / ب / أ الشركات كرونك الرياضة)، المملوكة دنفر ناغتس، كولورادو أفالانش وكولورادو رابيدز، ومركز بيبسي (موطن لناجتس وأفلانش). كرونك، وهو قطب العقارات والرياضة متزوجة من وريث وول مارت، المملوكة أيضا الارتفاع الرياضة والترفيه. هذه المصالح انتهكت سيادة الملكية المشتركة اتحاد كرة القدم الأميركي. ومع ذلك، في 25 أغسطس 2010، وافق أصحاب NFL بالإجماع ستان كرونك مثل مالك الوحدة امتياز على بلده سحب الاستثمارات منها في نهاية المطاف من له ولاية كولورادو المصالح الرياضية. امتثلت كرونك مع القاعدة عندما نقل ملكية ناغتس، أفالانش، مركز بيبسي، والارتفاع لابنه جوش كرونك.
جميع الأوقات الهتاف الرائدة المتعجل يركض إلى الخلف ستيفن جاكسون
تلقى الأكباش المعول الأول في 2010 NFL مشروع بعد الانتهاء من موسم 2009 مع سجل 15/01. واستخدم الفريق في اختيار لتحديد الوسط سام برادفورد من جامعة أوكلاهوما. الانتهاء من الأكباش الموسم الثاني 2010 في NFC الغربية مع سجل من 7-9. التي برادفورد جميع المباريات (16) لرامس بعد حصوله على المركز QB البداية في بداية الموسم. في 24 أكتوبر 2010، يركض إلى الخلف ستيفن جاكسون مرت اريك ديكرسون كما مهنة الامتياز التسرع زعيم. في 4 فبراير 2011، وكان اسمه المجند الوسط سام برادفورد المجند اتحاد كرة القدم الأميركي هجومي من السنة. تلقى سام برادفورد 44 من أصل 50 صوتا ممكنة من لوحة وطنية من ممثلي وسائل الإعلام. بعد حملة الصاعد الصلبة من خلال البدء الوسط سام برادفورد وقوية 7-9 النهاية لموسم 2010، عقد الفريق والمشجعين توقعات عالية للموسم المقبل. لسوء الحظ للفريق، وذلك بسبب الإصابات التي لحقت مبتدئين وسوء التنفيذ، سقط الأكباش إلى مستوى قياسي 14/02 والفقراء النهاية لموسم 2011. أدى سجلها غير محترم والإنتاج لإطلاق النار مدرب في جميع المجالات بما في ذلك المدرب ستيف Spagnuolo ومنسقة هجومية جوش McDaniels، كما يتغير المكتب الأمامي جيدا بما في ذلك منصب المدير العام بعد موسم فورا. منح السيئة سجل 14/2 الأكباش معول إجمالية الثاني في 2012 NFL مشروع.

## وصلات خارجية
- الموقع الرسمي